# Adam Petrouš
Adam Petrouš (19 de setembro de 1977) é um futebolista profissional tcheco que atua como defensor.

## Carreira
Adam Petrouš representou a Seleção Checa de Futebol, nas Olimpíadas de 2000.